# الدفنه ريختر
الدفنه ريختر (بالعبرية: דפנה רכטר‏) هي مغنية وممثلة إسرائيلية، ولدت في 15 يوليو 1965 في إسرائيل.

## وصلات خارجية
- الدفنه ريختر على موقع IMDb (الإنجليزية)
- الدفنه ريختر على موقع ميوزك برينز (الإنجليزية)